# Xylomelum scottianum
Xylomelum scottianum är en tvåhjärtbladig växtart som först beskrevs av F. Müll., och fick sitt nu gällande namn av F. Müll.. Xylomelum scottianum ingår i släktet Xylomelum och familjen Proteaceae. Inga underarter finns listade i Catalogue of Life.